# 위험한 노출 (1990년 영화)
《위험한 노출》(Overexposed)은 미국에서 제작된 래리 브랜드 감독의 1990년 스릴러 영화이다. 캐서린 옥센버그 등이 주연으로 출연하였고 로저 코먼 등이 제작에 참여하였다.

## 출연

### 주연
- 캐서린 옥센버그
- 데이빗 노튼
- 제니퍼 에드워즈
- 윌리엄 버밀러
- 카렌 블랙

### 조연
- 래리 브랜드
- 바니 버먼
- 질 크리스트너
- 조지 더비
- 조 포스트
- 브로스터 굴드
- 마크 고베너